# Яшвили, Маринэ Луарсабовна
Яшвили (Иашвили) Маринэ Луарсабовна (груз. მარინე ლუარსაბის ასული იაშვილი; 2 октября 1932, Тбилиси — 9 июля 2012, Москва) — скрипачка. Народная артистка Грузинской ССР (1967), Заслуженная артистка России (1997), профессор Московской консерватории.

## Биография
Родилась в г. Тбилиси (Грузия), дочь Луарсаба Сеитовича Яшвили, профессора Тбилисской консерватории, заслуженного деятеля искусств Грузинской ССР. С 6 лет обучалась игре на скрипке у своего отца. В 9-летнем возрасте дебютировала на сцене Малого зала Тбилисского театра им. Ш. Руставели с концертом Ш. Берио (под управлением А. В. Гаука). Во время Великой Отечественной войны выступала в военных госпиталях. В 13 лет была награждена медалью «За оборону Кавказа». С 14 лет начала постоянную концертную деятельность. В 1948 г. окончила музыкальную школу им. З. П. Палиашвили в Тбилиси. В 1951—1954 гг. училась в Московской консерватории (класс К. Г. Мостраса). Мострас отмечал «красивый, полный тон, высокоразвитое чувство стиля, строгую выдержанную интерпретацию, благородство вкуса, музыкальную инициативу и подлинную виртуозность» своей ученицы. В 1957 г. Яшвили под его руководством окончила аспирантуру при консерватории.

## Педагогическая деятельность
Педагогическую деятельность начала в Московской консерватории в 1957 г. (до 1966 г. вела класс скрипки).
В 1966—1974 гг. преподавала в Тбилисской консерватории.
В 1975—1979 гг. профессор Академии искусств в г. Нови-Сад (Югославия). С 1977 г. — профессор.
С 1980 г. вновь преподавала в Московской консерватории. В 1983—1992 гг. заведовала одной из кафедр скрипки. С 2007 г. работала на кафедре скрипки под руководством профессора Э. Д. Грача. С 2009 г. — на кафедре скрипки под руководством профессора С. И. Кравченко.

## Ученики
Среди учеников — лауреаты международных конкурсов, концертмейстеры симфонических оркестров, камерные исполнители, педагоги: Е. Габели, С. Красников, А. Шевлякова, М. Шестаков, Е. Шульков, Е. Цай, Ю. Дашевский, Алехандро Драго (Аргентина/США), Ни До Фьонг (I скрипка «Доминант-квартета», Вьетнам), А. Лундин (концертмейстер камерного оркестра «Виртуозы Москвы»), Р. Симович (концертмейстер London Symphony Orchestra), Н. Ковалевская (2-й концертмейстер Государственного оркестра), A. Симонян (дирижёр Европейской школы в Брюсселе)

## Почётные звания и награды
- Народная артистка Грузинской ССР (1967).
- Заслуженная артистка РФ (1997).
- Заслуженный деятель Польской культуры (1996).
- Лауреат Международного конкурса им. Яна Кубелика (Прага, 1949).
- Лауреат Международного конкурса им. Генриха Венявского (Познань, 1952).
- Лауреат Международного конкурса им. Королевы Елизаветы (Брюссель, 1955).
- Лауреат Государственной премии Грузинской ССР им. З. П. Палиашвили (1978)
- Лауреат Государственной премии им. Шота Руставели Республики Грузия (2003).
- Ордена и медали: медаль «За оборону Кавказа», орден Трудового Красного Знамени (1971), орден Чести (Грузия, 1996).

## Репертуар
А. Вивальди, И. С. Бах, И. Фельд, Н. Паганини, Й. Брамс, А. Вивальди — О. Респиги, П. Сарасате, А. Мачавариани, А. Шаверзашвили, Н. Мамисашвили.

## Мастер-класс
Мастер-класс Яшвили М. Л. (недоступная ссылка)